# 新月 (愛達荷州)
新月（英語：Crescent）是位於美國愛達荷州拉塔縣的一個非建制地區。

## 地理
新月的座標為46°38′35″N 116°25′32″W / 46.64306°N 116.42556°W，而該地的平均海拔高度為866米（即2841英尺）。